# Taccarum caudatum
Taccarum caudatum är en kallaväxtart som beskrevs av Henry Hurd Rusby. Taccarum caudatum ingår i släktet Taccarum och familjen kallaväxter. Inga underarter finns listade.